# Nostra Signora del Libano

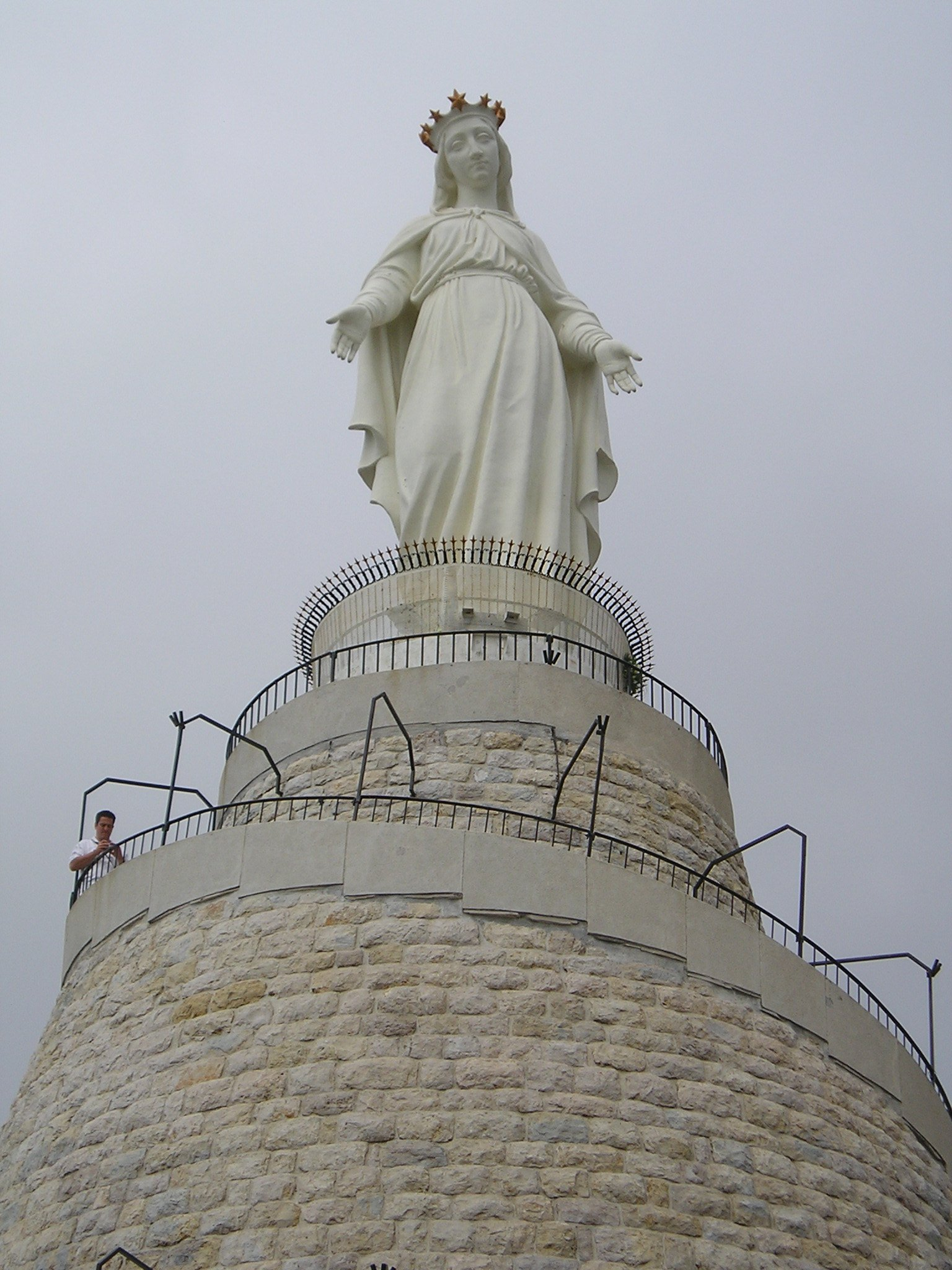
Harissa Nostra Signora del Libano

La statua di Nostra Signora del Libano è un importante luogo di pellegrinaggio cristiano maronita, e si trova nel santuario di Harissa, a circa 20 km di distanza da Beirut.
È un santuario mariano e un luogo di pellegrinaggio, in onore del santo patrono del paese mediterraneo del Libano. Non solo i cristiani libanesi, ma anche i drusi e i musulmani hanno una speciale devozione alla Beata Vergine Maria. 
Il patriarca maronita di Antiochia l'ha chiamata "Regina del Libano" nel 1908, al completamento del santuario.
Trovandosi a 650 metri s.l.m. vi si può accedere dalla città di Jounieh tramite un'erta salita oppure con una teleferica.
La statua della Madonna è di bronzo pitturato di bianco e pesa circa 15 tonnellate.
A lato vi si trova una moderna cattedrale maronita in cemento e vetro.

## Curiosità
- Il 10 maggio 1997, papa Giovanni Paolo II visitò il santuario di Harissa.
- Numerose scuole e chiese nel mondo sono intitolate a "Nostra Signora del Libano".